# سفارة سويسرا في بولندا
سفارة سويسرا في بولندا هي أرفع تمثيل دبلوماسي لدولة سويسرا لدى بولندا. تقع السفارة في وهي تهدف لتعزيز المصالح السويسرية في بولندا.

## وصلات خارجية
- الموقع الرسمي
- قائمة سفارات سويسرا
- قائمة السفارات في بولندا